# Anton Chichkan
Anton Chichkan (tiếng Belarus: Антон Чычкан; tiếng Nga: Антон Чичкан; sinh 10 tháng 7 năm 1995) là một cầu thủ bóng đá Belarus. Tính đến năm 2017, anh thi đấu cho BATE Borisov.

## Danh hiệu
BATE Borisov
- Vô địch Giải bóng đá ngoại hạng Belarus: 2017
- Vô địch Siêu cúp bóng đá Belarus: 2017